# Amfiteátrum 5. sz. barlang
Az Amfiteátrum 5. sz. barlang Ürömön, a Duna–Ipoly Nemzeti Parkban található egyik barlang. Az Amfiteátrum-kőfejtő hét barlangja közül az egyik.

## Leírás
Üröm szélén, a település központjától délre, a Péter-hegynek a nyugati oldalán, a már nem művelt Amfiteátrum-kőfejtőben, amelynek a másik neve Csókavári-kőfejtő, a kőfejtő aljára levezető út mellett, a kőfejtő nyugati oldalán, sziklafal tövében, 162 méter tengerszint feletti magasságban nyílik a mesterségesen, véletlenül megnyílt, délkeletre néző, szabálytalan alakú, vízszintes tengelyirányú, egy méter széles és 1,7 méter magas bejárata. A kőfejtő alsó szintjére egy lépcsősoron lemenve lehet eljutni. Lezárt magánterületen nyílik.
Triász mészkőben jött létre. Hévizes eredetre utalnak a nagyon szép oldásformái és ezt a képződési módot támasztják alá a falakon megfigyelhető, típusos, azaz gömbös borsókövek is. A tektonikus előkészítés után karsztvízszint alatti oldódással keletkezett. Hasadék térformájú. Jellemző szelvénytípusa a szabálytalan szelvény. Gömbüst és breccsazóna is előfordul benne. A barlang végpontján bontási nyomok láthatók. A barlang veszélyeztető tényezője a hulladék és a képződményei egy kissé meg vannak rongálva. A barlang vízszintes kiterjedése 4,7 méter. A barlang bejárásához engedély és barlangjáró alapfelszerelés szükséges. Könnyen járható. Az Ürömi Tanösvénynek az egyik állomása a kőfejtő.
1997-ben volt először Amfiteátrum 5. sz. barlangnak nevezve a barlang az irodalmában. Előfordul irodalmában Amfiteátrum 3. sz. barlang (Sásdi 1997) és Amfiteátrum 5. sz.-barlang (Sásdi 1997) neveken is.

## Kutatástörténet
1997. február 16-án Sásdi László és Babay Rita mérte fel, valamint a felmérés alapján Sásdi László szerkesztett és rajzolt egy alaprajzi barlangtérképet, egy hosszmetszet barlangtérképet és egy keresztmetszet barlangtérképet, amelyek 1:100 méretarányban készültek. Az 1997-ben Sásdi László által készített barlang nyilvántartólapja szerint 162 méter tengerszint feletti magasságban van bejárata. A vázlatosan felmért barlang kilenc méter hosszú, öt méter függőleges kiterjedésű, három méter mély és két méter magas. A vízszintes kiterjedése 4,7 méter. Nem kell védeni.
A 2011. évi Karszt és Barlangban megjelent tanulmányban az van írva, hogy a kőbányában kőfejtéskor megnyílt barlangok közül a legtöbb triász mészkőben keletkezett. A valószínűleg a miocénban történt vulkáni tevékenységkor elkezdődött, hidrotermális folyamatok miatt üregesedés és kalcitkiválás történt a hasadékok mentén. Ezt tektonikai mozgások követték, amelyeknek nyomai sok barlangban megtalálhatók. Majd megint hévizes feláramlások történtek, amelyeknek a következménye megint üregesedés lett és emiatt jött létre a kőfejtő sok ürege. A kőbányában hét barlang található.
A 2013. évi Karsztfejlődésben publikált tanulmány szerint a Csókavári-kőfejtő oldalában tucatnyi, kis barlangot tárt fel a kőbányászat. Mindegyik barlang termálkarsztos, azaz hipogén barlang, ezért a szerteágazó járataikra semmi nem utal a felszínen. A bányászat előtt nem volt senkinek tudomása egyik barlangról sem. A barlangoknak a felfedezés, a feltárás sorrendjében adtak sorszámot. A kőfejtő összes barlangjának van barlangkataszteri száma. A kőfejtő kisebb barlangjai általában csak néhány méter hosszúak és belül szűkek. A kis barlangok közül néhány csak kötéllel közelíthető meg és néhányban borsóköves kiválás és gömbfülke van.